# Trilaterala kommissionen

Logotyp

Trilaterala kommissionen (engelska: Trilateral Commission) är en privat organisation, grundad 1973 på initiativ av personer inom Council on Foreign Relations och Bilderberggruppen, bland andra David Rockefeller, Henry Kissinger och Zbigniew Brzezinski. Omkring 300–350 europeiska, asiatiska och nordamerikanska medborgare samarbetar bland annat för att nå ökad förståelse mellan regionerna.[källa behövs]
Trilaterala kommissionen syftar bland annat till att ledande personer skall få möjlighet att träffas och diskutera i en informell miljö utan insyn från media.[källa behövs]
Svenska medlemmar är bland andra Marcus Wallenberg, Urban Ahlin, Carl Bildt, Tove Lifvendahl och Annie Lööf.